# Char 61
Le Char 61 (Panzer 61 en allemand) est un char moyen suisse de la guerre froide reclassé par la suite comme char de combat. Entré en service en 1965, le Char 61 est une évolution du Char 58, il est mieux armé que ce dernier. À partir de 1971, le Char 61 sera supplanté par le Char 68, qui diffère du Char 61 par son moteur un peu plus puissant, des chenilles plus larges et par l'installation d'un système de stabilisation du canon.

## Historique
Au début des années 1950, l'armée suisse tente d'acheter des chars modernes pour renforcer ses forces blindées, ce qui, du fait de la guerre en Corée, s’avère impossible.
En guise de solution provisoire, l'armée suisse commande à la France, en 1951, 200 chars légers AMX-13 (Char 51) ainsi que 200 Centurion Mk. 3 et Mk. 7 (Char 55 et Char 57) au Royaume-Uni  entre 1954 et 1956 et décide de développer son propre char moyen. 
Le premier prototype, appelé KW30 est fabriqué en 1958, il est armé d'un canon de 90 mm de conception locale.
Le deuxième prototype est fabriqué en 1959, il est armé d'un canon britannique QF 20-pounder britannique de 84 mm.
Dix Chars 58 de présérie sont construits entre 1960 et 1961, ils sont armés du canon de 84 mm QF 20-pounder, également présent sur les 212 Char 55 commandés au Royaume-Uni en 1955 et livrés les deux années suivantes.
En mars 1961, le parlement suisse attribue une ordonnance pour la production de 150 exemplaires armés d'un canon de 105 mm, ces derniers seront produits de 1964 à 1966 par les Ateliers fédéraux de construction à Thoune. Ils seront livrés à l'armée suisse de janvier 1965 à décembre 1966
De 1967 à 1994 (lorsque le dernier bataillon Panzer 61 est rééquipé de chars plus modernes), les blindés Char 61 sont mis à niveau et modernisés grâce aux technologies retrouvées plus tard sur le Char 68, son successeur plus perfectionné. Le canon-mitrailleur 20 mm est remplacé en 1983 par une mitrailleuse coaxiale de 7,5 mm dans la variante Char 61 AA9.

## Description

### Armement

#### Canon de 105 mm
Le Char 61 est armé d'un canon PzKan 61 d'un calibre de 105 mm. Il s'agit d'une version modifiée du canon britannique L7A1 produit sous licence en Suisse.
Le PzKan 61 se démarque du L7A1 par sa culasse semi-automatique à coin horizontal de conception suisse et par son effort de recul réduit grâce à sa longueur de recul (55 cm à 60 cm) double à celle du L7A1.
Le système permettant le pointage en site est particulier, il s'effectue à l'aide d'un guide en forme de quadrant dans l'arrière de la culasse au lieu d'un système d'engrenages au niveau des tourillons.
Le débattement du canon en site est de -10° à +21°. L'élévation du canon (31°/sec) et la rotation de la tourelle (24°/sec) sont assurés par un système CH 25 comprenant deux moteurs électro-hydraulique conçu par la firme française SAMM.

##### Munitions de 105 mm
De part et d'autre du conducteur se trouvent deux réservoirs de carburant de 338 L chacun, ils sont creux et possèdent une série de renfoncements destinés à accueillir les munitions de 105 mm logées en caisse.
Gamme de munitions disponible à l'époque pour le Char 61  :
- 10,5 Pz Kan 60/61 Pz Ke G Lsp : un obus perforant sous-calibré (SC) à sabot détachable de conception britannique (L28A1 APDS-T), son noyau en carbure de tungstène est capable de perforer une plaque d'acier à blindage de 120 mm d'épaisseur sous une incidence de 60° à 914 m de distance.
- 10,5 Pz Kan 60/61 Pz Sgr G Boz Lsp : un obus à tête d'écrasement de conception britannique (L35A2 HESH), il capable de générer des éclats derrière une plaque de blindage épaisse de 127 mm.
- 10,5 Pz Kan 60/61 St G Mz 54 Lsp  : un obus explosif à fragmentation de conception locale.

### Conduite de tir et moyens d'observation
Le tireur dispose d'un :
- Un viseur périscopique possédant deux grossissements × 2,7 et × 8[5].

Le chef de char dispose d'un :
- Un télémètre optique à coïncidence d'une base de 1,5 m possédant un grossissement de × 8. Conçu par Wild AG, il traverse le toit de la tourelle sur toute sa largeur.

### Motorisation
Le Char 61 possède un moteur diesel MB 837 Ba-500 conçu par Daimler-Benz AG comportant 8 cylindres disposés en V pour une cylindrée de 29,9 l.
Il développe une puissance nominale de 630 chevaux à un régime de 2 200 tr/min pour un couple maximal de 2 050 N m atteint à 1 700 tr/min. Ce moteur à refroidissement liquide pèse 1 550 kg et est suralimenté par un compresseur centrifuge.
Un groupe auxiliaire de puissance est installé dans le compartiment moteur, il s'agit d'un moteur Mercedes Benz OM 636 VI E de 38 chevaux entraînant une génératrice de 9 kW.

### Transmission
La boîte de mécanisme a été conçue par la SLM de Winterthour, elle intègre une boîte de vitesses semi-automatique, six rapports sont disponibles en marche-avant et deux en marche-arrière.
Elle incorpore également une direction hydrostatique à double différentiel, le groupe hydrostatique de direction (GHD) a été conçu par la société Gesellschaft der von Rollschen Einsenwerke établi à Klus.

### Suspension
Le train de roulement est du type Vickers, il comporte six galets et trois rouleaux porteurs par chenille.
La suspension, légère et compacte, est unique en son genre, chaque galet de roulement est soutenu par des rondelles ressort groupés en paquets montés le long du châssis. Cette suspension avait été développées initialement pour les futurs chars développés dans le cadre du programme Entwicklungsserie.

### Blindage
Le Char 61 a la particularité d'être intégralement fait en acier moulé d'une seule pièce. Les moules du Char 61 ont été réalisés par la société Georg Fischer de Schaffhausen en coopération avec les ateliers fédéraux de construction de Thoune.
Le blindage du masque atteint une épaisseur maximale de 165 millimètres, inclinés à une incidence de 40°.
L'avant de la tourelle possède une épaisseur de 120 millimètres.
Le glacis fait 60 millimètres d'épaisseur, son incidence à 60° porte l'épaisseur à 120 millimètres.
Les flancs de la caisse et l'arrière du compartiment moteur font 40 millimètres d'épaisseur.

## Galerie photo

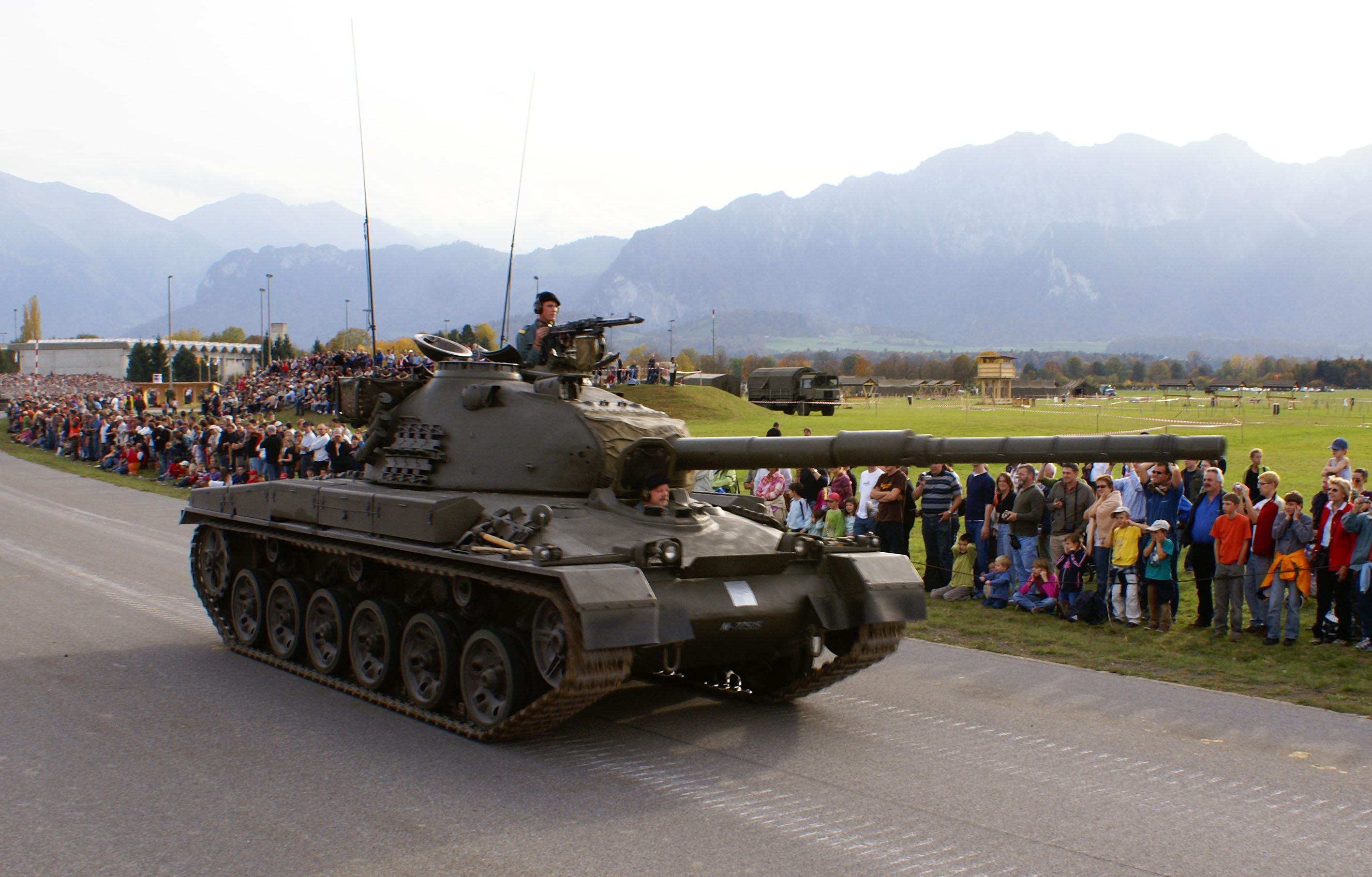
Char 61 lors d'un défilé à Thoune en 2006, Suisse
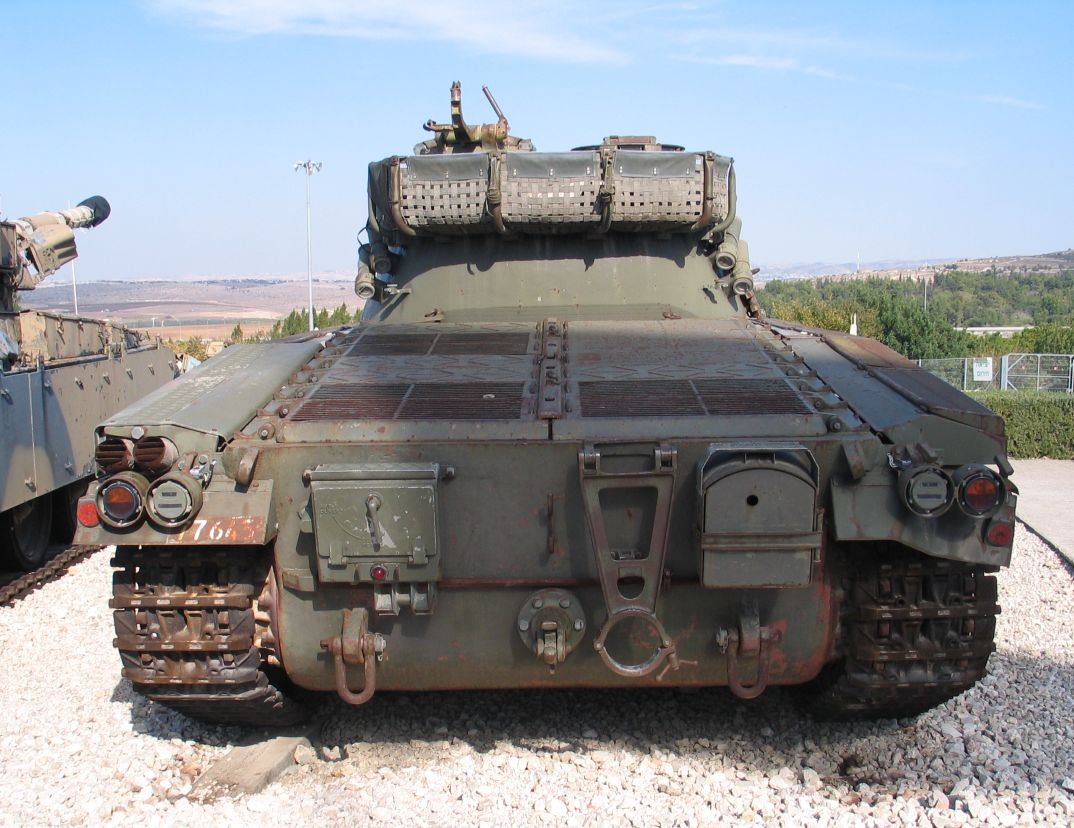
Char 61 MBT au musée Yad La-Shiryon, Israël
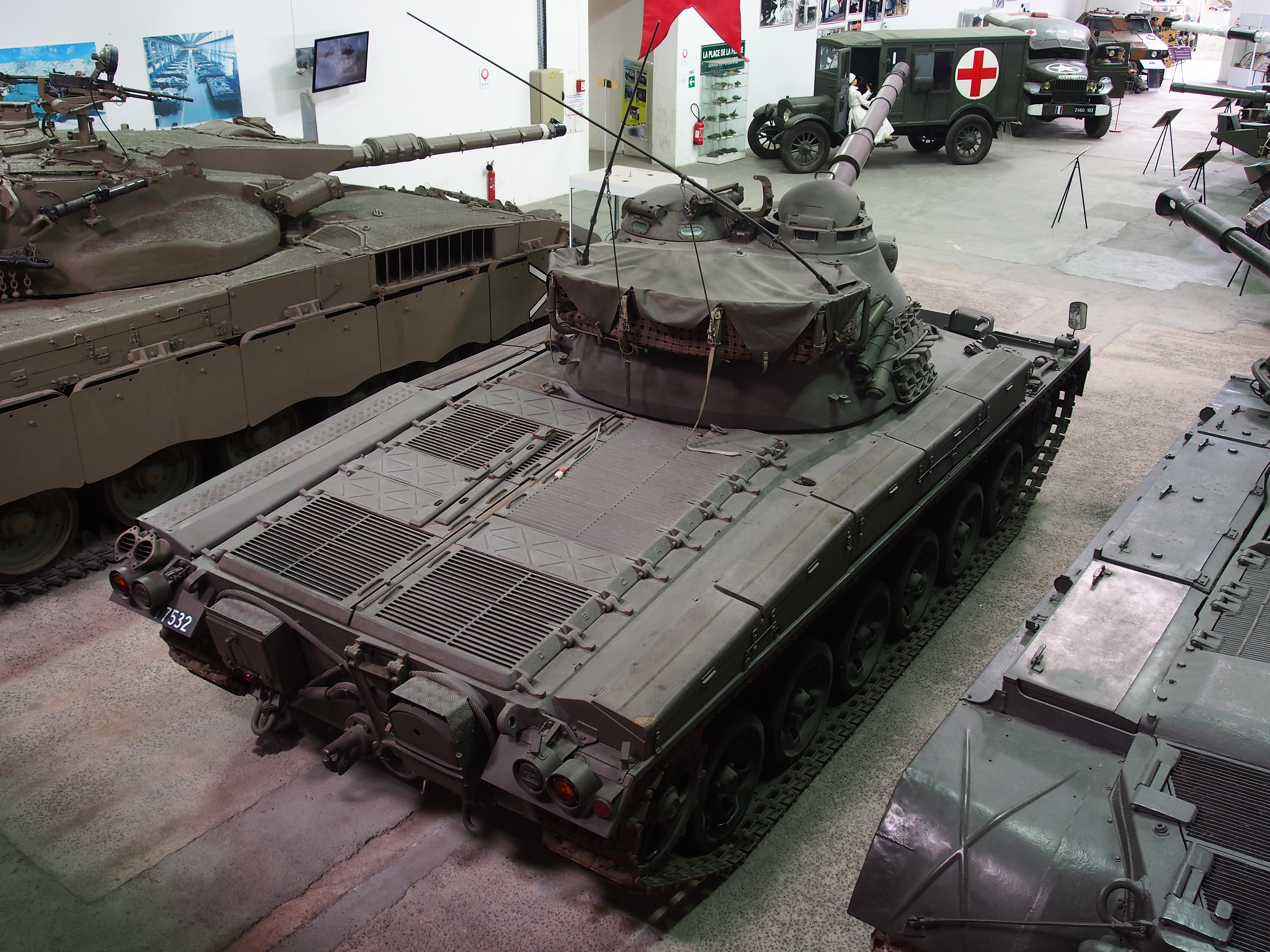
Char 61 au musée des Blindés de Saumur, France
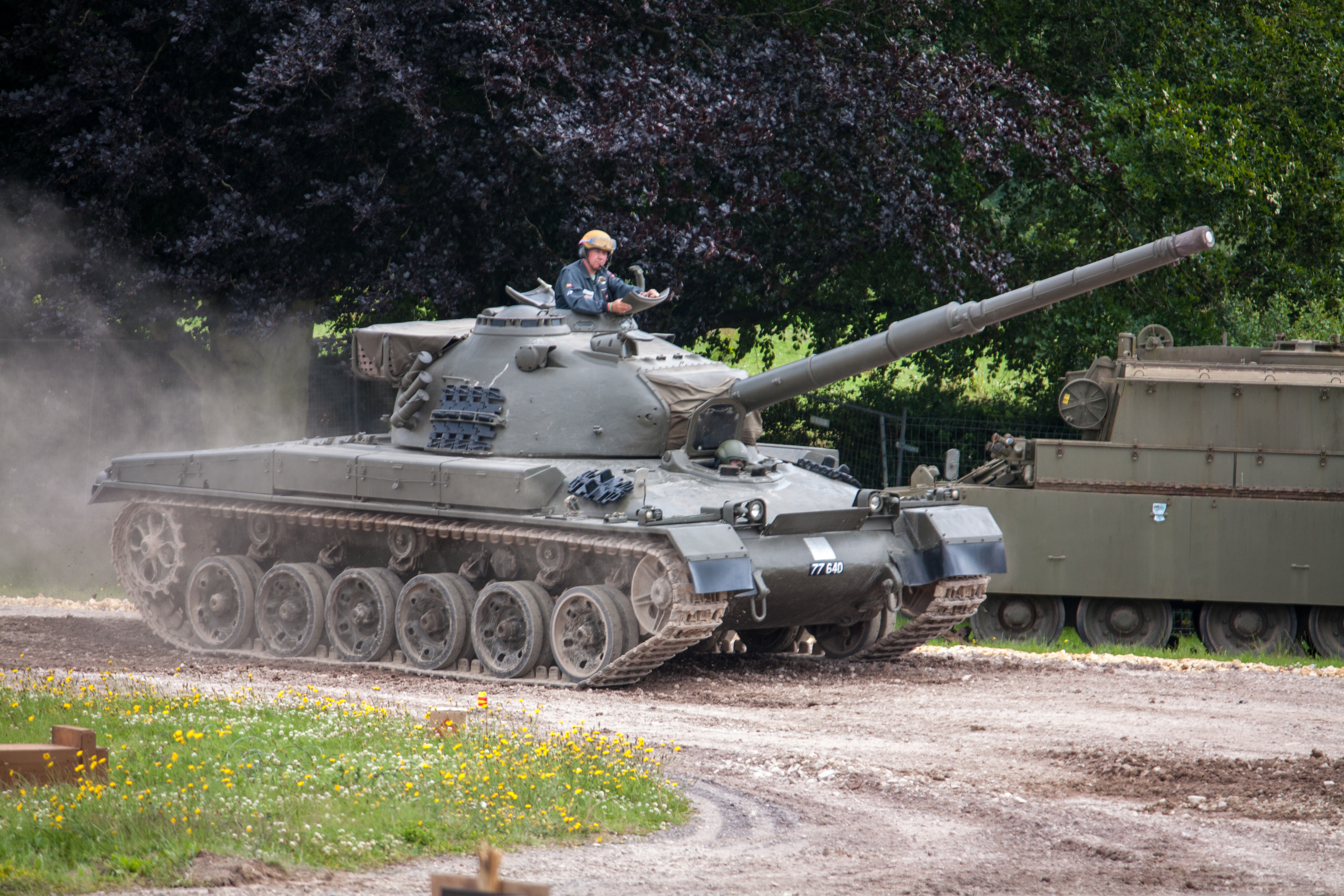
Char 61 au Tankfest 2012 du musée des Blindés de Bovington, Royaume-Uni

## Héritage
Le châssis constitue la base du Char 68 et du prototype du Char de dépannage 65/88. Les roues et les chenilles du Char 61 sont également utilisées sur le Char 68.

## Dans la culture populaire
Deux chars Char 61 sont maquillés en tant que chars allemands Panzer III dans le film Stalingrad.  Ces répliques ont été réutilisées dans Les Hommes de Sa Majesté et Les Insurgés.